# 青词
青词又称绿章、青辭、綠素，是道教举行醮典时，献给天帝的奏章祝文。一般为骈文，用红色颜料写在青藤纸上。
書寫青词「不拘字數，前空一掌，後空兩掌為則。可漏用黃紙三寸套封，外用方函。」。唐人李肇《翰林志》：“凡太清宮道觀薦告詞文用青藤紙，朱字，謂之青詞。”南宋呂元素《道門定制》卷一：“青詞，止上三清玉帝，或專上玉帝為善……蓋青紙朱書以代披肝瀝血之謂也”。王恽《玉堂嘉话》卷四：“青词主意，不过谢罪、禳灾，保佑平安而已。”
在明朝嘉靖时，由于嘉靖帝爱好青词，使擅写青词者能够得到重用。《明史·宰辅年表》统计显示，嘉靖十七年后，内阁14个辅臣中，徐階、顧鼎臣、嚴訥、夏言、郭樸、嚴嵩、袁煒、高拱，李春芳9人以撰写青词起家，狀元出身的顧鼎臣是第一位倡導青詞者，嘉靖十八年（1539年）正月，嘉靖皇帝舉行“尊天重典”，嚴嵩作青詞頌德，加太子太保，時人譏為“青詞宰相”。